# Youngspiration
Youngspiration (chinois traditionnel : 青年新政 ; cantonais Jyutping : Cing1 nin4 san1 zing3 ; cantonais Yale : Chīng nìhn sān jing ; litt. « Nouvelle politique pour la jeunesse ») est un parti localiste (en) hongkongais fondé en 2015. Il a émergé après les manifestations de 2014 à Hong Kong (aussi appelées « Révolution des parapluies ») avec comme projet de défendre la culture et les intérêts du peuple de Hong Kong ainsi que le droit à l'autodétermination contre le gouvernement chinois. Le groupe souhaite un référendum en 2020 avec des résultats effectifs en 2047 quand la promesse du « un pays, deux systèmes » se termine. Le président actuel du parti est Baggio Leung.
Le 12 octobre 2016, les deux députés récemment élus du parti, Baggio Leung et Yau Wai-ching ont provoqué la controverse en scandant des slogans pro-indépendance et anti-chinois pendant la prestation de serment au conseil législatif de Hong Kong.